# Plaste und Elaste aus Schkopau

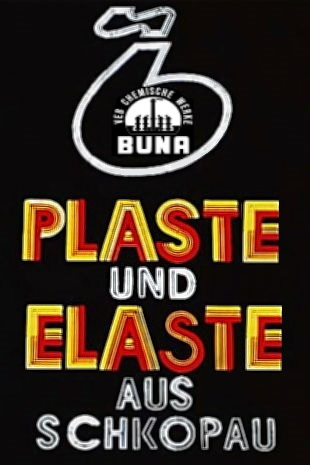
Reklame, 1978

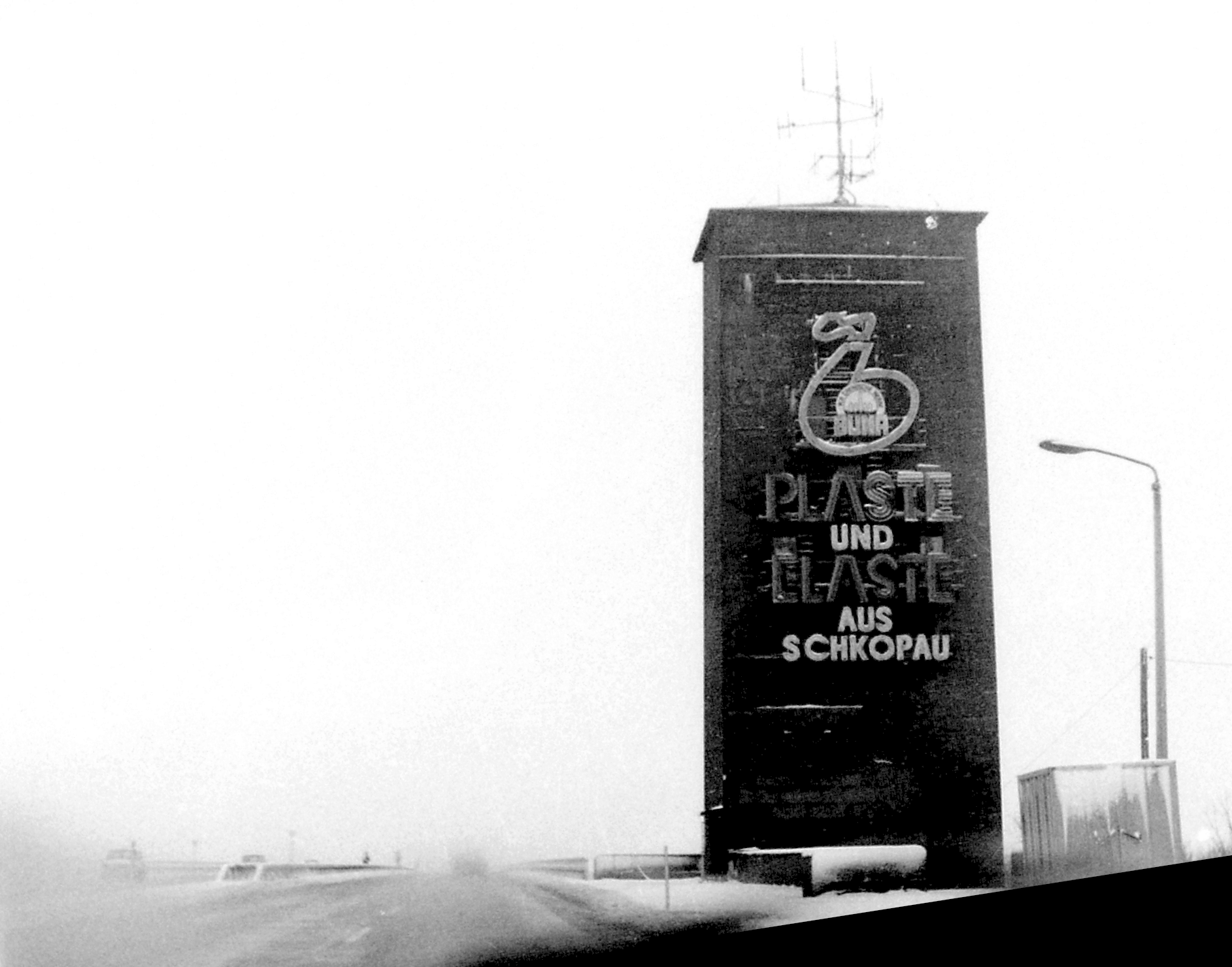
Leuchtreklame an der Elbebrücke Vockerode (ca. 1984)

Plaste und Elaste aus Schkopau ist ein aus der DDR stammender Werbeslogan, mit dem auf Kunststoffprodukte des in Schkopau in Sachsen-Anhalt ansässigen VEB Chemische Werke Buna hingewiesen wurde. Der Claim wurde zu einem der bekanntesten Slogans der DDR-Werbung, entwickelte sich zum geflügelten Wort und ist seit 1995 als Wortmarke der Gemeinde Schkopau im Markenregister des Deutschen Patent- und Markenamtes eingetragen.

## Herkunft
Der von Siegfried Berthmann im Auftrag des VEB Neontechnik entworfene Slogan verband zwei Markennamen für polymere Kunststoffprodukte mit dem Hinweis auf den Unternehmensstandort ihres Herstellers, VEB Chemische Werke Buna in Schkopau.
Plaste war ein Markenname für Thermoplaste und Elaste ein Markenname für Elastomere, die zu Anfang der 1930er-Jahre von den Buna-Werken entwickelt worden waren und Deutschland weitgehend unabhängig vom Import von Kunststoffen und Naturkautschuk gemacht hatten. Nach dem Zweiten Weltkrieg wurden die Buna-Werke verstaatlicht und 1954 in einen Volkseigenen Betrieb überführt. In Westdeutschland wie auch in anderen Ländern wurden für synthetische Werkstoffe die Begriffe „Plastik“ oder „Kunststoff“ verwendet.

## Verwendung
Der Slogan wurde zur Präsentation in der Öffentlichkeit meist mit dem Firmensymbol des VEB Chemische Werke Buna (dem sogenannten „Buna-Kolben“ mit der Buchstabenfolge BUNA) kombiniert. Bei Plaste und Elaste aus Schkopau waren die Worte „Plaste“ und „Elaste“ in orange-roter Farbe hervorgehoben, die Bindewörter sowie der Ortsname „Schkopau“ weiß dargestellt.
Die solcherart geschaffene Wort-Bild-Marke gehörte in der DDR zu den am häufigsten anzutreffenden Werbemotiven und war zum Beispiel oft neben Schnellstraßen und auch vielen Sportstadien zu sehen.
Die vermutlich bekannteste Darstellung des Slogans Plaste und Elaste aus Schkopau fand sich in Form einer riesigen Leuchtreklame am Turm an der Ostrampe der Elbebrücke der A 9 bei Vockerode, wo sie auch für autofahrende Transitreisende zwischen Westdeutschland und West-Berlin von Weitem zu sehen war. Der Schriftzug, ausgeführt 1978 von VEB Neontechnik, bestand aus 66 Teilen und war aus verzinktem Stahlblech, Piacryl sowie PVC hergestellt. Für gute Sichtbarkeit sorgten Leuchtröhren. Der gesamte Schriftzug war über 10 Meter hoch, mehr als 5 Meter breit und so an der Nordseite des Turms angebracht, dass Autofahrer, die aus Richtung Berlin kamen, ihn schon aus großer Entfernung lesen konnten. Die originale Leuchtreklame von der Elbebrücke Vockerode befindet sich heute unter den Exponaten des Deutschen Historischen Museums in Berlin; laut Nils Schiffhauer zählt sie „zu den museumswürdigen Rätseln des DDR-Alltags“.

## Sprache
Die Formulierung Plaste und Elaste ist ein Beispiel für den Sprachgebrauch in der DDR. Während das Wort Kunststoff im ganzen deutschen Sprachraum verbreitet ist, ist vor allem Plaste eine ostdeutsche Besonderheit. Es ist fachsprachlich der Plural von Plast, umgangssprachlich aber ein Singularetantum (z. B. „ein Werkstück aus Plaste“, analog zu Knete oder Pappe).

## Trivia
Der Modellbahnhersteller „Piko“ hat einen gedeckten Güterwagen mit der Modellnummer 47762 für TT  bzw. 58908 für H0 mit der Aufschrift „Plaste aus Schkopau“ hergestellt. Zudem existiert ein Modell einer V-180-Diesellokomotive mit der Aufschrift „VEB Chemische Werke Buna“ der Marke „Tillig Bahn“ unter der Modellnummer 02697 für die Spurweite TT.